# Kurt Zehe
Kurt Zehe (né le 12 janvier 1913 à Königsberg, mort en 1969) est un catcheur et acteur allemand.

## Biographie
Il apprend la lutte en venant de Chemnitz à Nauen et devient un lutteur professionnel à partir de 1935. Il mesure 2,28 m, chausse du 58 et a un tour de tête de 68. Il se fait connaître par des intermèdes humoristiques. En 1936, il combat pendant trois heures à Gdansk devant 8 000 spectateurs contre le Polonais de 2,10 mètres de haut, Leo Grabowski.
Pendant la Seconde Guerre mondiale, il est soldat à Küstrin. L'uniforme doit être fait sur mesure et le casque en acier est également fait à la main. En 1942, il pèse 195 kg. À la fin de la guerre, il est fait prisonnier par les Soviétiques. Quand il est libéré, il pèse 135 kg.
Il trouve un emploi dans l'abattoir de Berlin. Il lutte de nouveau au Friedrichstadt-Palast. L'un des adversaires de Zehe est le champion du monde Hans Schwarz Jr. en 1947, le fils de Hans Schwarz, qui le bat après trois quarts d'heure. En 1949, le poids de Zehe est passé à 156 kg, en 1952, « l'homosaure » est à 213,5 kg. Le 21 septembre 1951, il perd contre l'ancien champion de boxe Primo Carnera à Francfort-sur-le-Main. En 1952, invité au Royaume-Uni, il bat l'ancien boxeur Jack Doyle dans le rôle de « Gargantua » à Haringey.
De 1939 à 1953, Kurt Zehe a donné 83 combats professionnels.
Dans Robert und Bertram, Zehe apparaît pour la première fois dans un film en 1939 comme un très grand homme sur le champ de foire. Après la guerre, il continue à apparaître au cinéma. Il a des rôles de figuration plus importants comme un domestique, un homme de main massif.

## Filmographie
- 1939 : Robert und Bertram
- 1940 : Der ungetreue Eckehart
- 1941 : Das tapfere Schneiderlein (de)
- 1942 : So ein Früchtchen
- 1950 : La Fiancée de la Forêt-Noire
- 1950 : Die Sterne lügen nicht (de)
- 1956 : Schwarzwaldmelodie
- 1958 : Die Frau des Fotografen (TV)
- 1958 : Schwarzwälder Kirsch